# 1933 en hockey sur glace
Cette page présente les éléments de hockey sur glace de l'année 1933, que ce soit d'un point de vue rencontres internationales ou championnats nationaux. Les grandes dates des différentes compétitions sont données ainsi que les décès de personnalités du hockey mondial.

## Amérique du Nord

### Ligue nationale de hockey
- Les Rangers de New York remportent la Coupe Stanley.

## Europe

### Allemagne
- Le Berliner Schlittschuhclub remporte un 15e titre de champion d'Allemagne[1].

### France
- Coupe Magnus : le Stade Français est champion de France.

### Suisse
- Grasshopper Zürich champion de Suisse (Ligue Internationale).
- HC Davos champion de Suisse (Ligue Nationale).

## International
- 17 février : lors du congrès de la LIHG, à Prague, en ouverture des championnats du monde, de nouvelles règles sont adoptées, parmi lesquelles l'autorisation de la passe vers l'avant dans toutes les zones de la glace[2].

### Championnats du monde
- 18 février  : début du 7e championnat du monde.
- 26 février : en finale, défait 1-2 a.p. par les États-Unis, le Canada connait sa première aux championnats du monde[2].

## Autres Évènements

### Fondations de club
- Briançon Alpes Provence Hockey Club (France)
- Français Volants (France)
- SaHK Iskra Banská Bystrica (Slovaquie)